# Luis Severino
Luis Severino, född den 20 februari 1994 i Sabana de La Mar, är en dominikansk professionell basebollspelare som spelar för Athletics i Major League Baseball (MLB). Severino är högerhänt pitcher.
Severino har tidigare spelat för New York Yankees (2015–2019 och 2021–2023) och New York Mets (2024).
Severino var med i Dominikanska republikens spelartrupp vid World Baseball Classic 2017, men fick inte vara med i någon match. Till 2023 års upplaga av turneringen stoppade hans dåvarande klubb New York Yankees honom från spel för att han inte skulle riskera att skadas.